# Vladimír Tardy
Vladimír Tardy (18. září 1906 Louny – 18. dubna 1987 Praha) byl český psycholog a filozof. Jeho strýcem byl Bedřich Hrozný.

## Biografie
Vladimír Tardy se narodil v roce 1906 v Lounech, Tardyho rodina se ale již v roce 1908 přestěhovala do Třebíče, studoval na třebíčském gymnáziu, kde v roce 1924 maturoval. Mezi lety 1924 a 1928 vystudoval matematiku a fyziku na přírodovědecké fakultě Karlovy univerzity, v roce 1931 pak získal doktorát přírodních věd. Studoval rovněž i filozofickou fakultu, kde vystudoval filozofii a psychologii a studium zakončil doktorátem filozofie, Od roku 1931 působil na pozici středoškolského profesora, zpočátku ve Všeobecném pensijním ústavu v Praze, pak na měšťance v Kardašově Řečici a následně pak učil matematiku a fyziku na žižkovském gymnáziu. Tam pak pracoval až do roku 1943 a krátce i po druhé světové válce (1945–1946). Od roku 1933 pak pracoval i v Ústředním psychotechnickým ústavem československém a od roku 1945 pak i s Československým ústavem práce. Od roku 1946 pak na nově vzniklé pedagogické fakultě UK přednášel psychologii a v roce 1947 byl habilitován z psychologie osobnosti na filozofické fakultě a v roce 1948 byla habilitace rozšířena i na pedagogickou fakultu. V roce 1949 byl jmenován řádným profesorem.
Z rodinného prostředí si odnesl velký odpor k náboženství. Jeho otec byl evangelický farář, zatímco Tardy během dospívání došel k ateismu. 
Mezi lety 1952 a 1954 byl děkanem na pedagogické fakultě, po transformaci na samostatnou Vysokou a Vyšší školu pedagogickou působil jako děkan Vyšší školy pedagogické a jako vedoucí na katedře psychologie na Vysoké škole pedagogické. Potom, co byla zrušena Vysoká škola pedagogická přešel na Filozofickou fakultu UK, kde se v roce 1960 stal vedoucím katedry psychologie. Z této funkce odešel až roku 1967, když se stal ředitelem Psychologického ústavu ČSAV. Od této doby na Filosofické fakultě UK už přednášel pouze Psychologii osobnosti, a některé výběrové předměty (Psychologii hodnot a Psychologii náboženství). V Psychologickém ústavu ČSAV vedl oddělení psychologie osobnosti. Mezi lety 1965 a 1971 byl vedoucím redaktorem časopisu Československá psychologie.
Při prověrkách v letech 1970-1971 byl vyloučen z KSČ a odvolán z funkce ředitele ústavu. V dalším roce byl zbaven možnosti vykonávat pedagogickou činnost na FF UK a poslán do penze. Koncem roku 1976 se stal jedním z prvních signatářů Charty 77, načež mu byla zakázána publikační činnost a jakékoliv veřejné vystupování. Po stažení z veřejného života se dále věnoval především filozofii. Zemřel pokojně ve spánku z Velkého pátku na Bílou sobotu, v noci ze 17. na 18. dubna 1987. 

## Dílo
Věnoval se filozofii přírodních věd, jako disertaci na přírodovědné fakultě si zvolil téma filosofie matematiky. Věnoval se také teleologii, dějinám psychologie nebo obecné či vývojové psychologii. Po počátku působení na vysoké škole také vydávání učebních textů z psychologie. Působil také v redakční radě časopisu Československá psychologie nebo v Československé psychologické společnosti ČSAV. K šedesátým narozeninám obdržel Řád práce. Byl signatářem Charty 77.
Významnou část psychologického díla Vladimíra Tardyho tvořily jeho učební texty. Šlo například o Psychologii osobnosti z r. 1964, dále o čtveřici skript z dějin psychologie, a o učební texty z obecné psychologie, vývojové psychologie a sociální psychologie.
Těžiště jeho odborného zájmu jako psychologa leželo v psychologii osobnosti. Své pojetí osobnosti jako jednoty tvořené protiklady představil na X. Mezinárodním filosofickém kongresu v Amsterdamu v roce 1948, a později jej publikoval v tehdejší Psychologii. Podle tohoto pojetí je každý projev nebo osobnostní rys výsledkem interakce dvou protikladných tendencí. Jeden a ten samý projev přitom může způsobovat jak síla jedné tendence, tak slabost tendence opačné. Toto pojetí nicméně netvoří ucelenou teorii osobnosti.
Tardy také usiloval o založení psychologie prožívání. V tomto směru volně navazoval na Leibnizovu Monadologii. Nejvyšším stupněm prožívání podle Tardyho je individuální vědomí, jakým se vyznačují lidé.

## Filosofie
Tardy se sám považoval za filosofa. Navazoval na či se kriticky vymezoval vůči Leibnizovi, Kantovi, Husserlovi, Russelovi a Whiteheadovi.  K jeho vyučujícím filosofie na univerzitě patřili J. B. Kozák, J. Král a F. Krejčí. Krejčí v něm vzbudil zájem o problém vztahu mysli a těla. V letech 1933-1944 měl kladný vztah k Husserlově fenomenologii. Byl přesvědčen, že některé matematické ideje, u nichž připouštěl možnost reálné existence, nazíráme jako podstatu, řecky eidos.
Centrem jeho zájmu byl vztah filosofie, vědy a náboženství, dále vnímáním obecnin, vztah mysli a mozku, kvality a struktury, možnosti a skutečnosti a další. Tardy nebyl součástí žádného vlivného směru 20. století. Spíše kritizoval ostatní autory a vytvářel si na jejich základě vlastní úvahy. Nejméně se zajímal o etická témata, protože byl přesvědčený o tom, že etické soudy jsou nevyhnutelně subjektivní a neslučitelné s principy logiky. Nejvíce se věnoval metafyzice a noetice.
Svou filosofii zakládal na racionalitě, vycházející z přesvědčení o poznatelnosti světa a jeho zákonů, jež existují nezávisle na lidském vědomí. Mezi racionální metody Tardy řadil logiku ve smyslu indukce, dedukce, analýzy, hledání analogií a příčinnosti.
Pro Tardyho byla filosofie důležitou součástí života, ale ne vždy dokázal být věrný svému konceptu striktně racionální filosofie, zvláště v případech, kdy uvažoval více psychologicky než filosoficky. 

## Filosofické studie a rukopisy
| Název                                      | Rok vydání | Název časopisu | Stránky      |
| ------------------------------------------ | ---------- | -------------- | ------------ |
| Metafyzika a věda                          | 1930       | Česká mysl, 26 | 400-405      |
| Logický rozbor poznání a noetika           | 1932       | Česká mysl, 28 | 24-28        |
| Fysikalismus - dnešní stadium materialismu | 1932       | Česká mysl, 28 | 295-300      |
| O sociologický objektivism                 | 1933       | Česká mysl, 29 | 216-218      |
| Subjektivnost filosofie                    | 1936       | Česká mysl, 32 | 1-2, 129-138 |
| Předmět matematiky                         | 1942       | Česká mysl, 36 | 187-191      |
| Existencialismus                           | 1947       | Česká mysl, 40 | 153-157      |

| Název                                          | Rok sepsání                             | Stav          |
| ---------------------------------------------- | --------------------------------------- | ------------- |
| Pojednání o Kantovi                            | nedat.                                  | nepublikovaný |
| Metoda analysy                                 | 1931                                    | nepublikovaný |
| Jak poznáváme věci?                            | nedat. (pravděpodobně 40. léta 20. st.) | nepublikovaný |
| Můj filosofický vývoj                          | 1957                                    | nepublikovaný |
| Můj filosofický vývoj. Doplňující poznámky II. | 1958                                    | nepublikovaný |
| Racionálnost světa                             | 1958                                    | nepublikovaný |
| Souvislost kvality a struktury                 | 1959                                    | nepublikovaný |
| Moje metafyzika                                | 1968/1969                               | nepublikovaný |
| Charakter mého filosofování                    | 1971                                    | nepublikovaný |
| Můj vztah k filosofům a myšlenkovým směrům     | 1971                                    | nepublikovaný |
| Můj vztah k matematice                         | 1972                                    | nepublikovaný |